# Acidente aéreo de Sverdlovsk em 1950
O acidente aéreo de Sverdlovsk em 1950 ocorreu em 5 de janeiro de 1950, matando todas as 19 pessoas a bordo, incluindo quase toda a equipe de hóquei no gelo (VVS Moscou) das Forças Aéreas Soviéticas, com 11 jogadores, além de um médico da equipe e um massagista. A equipe estava a bordo de um avião de transporte bimotor Lisunov Li-2, uma versão licenciada do DC-3 de fabricação soviética, indo para uma partida contra o clube de hóquei Traktor Dzerzhinets (Chelyabinsk). Devido ao mau tempo em Chelyabinsk, o voo foi desviado para Sverdlovsk. A tripulação tentou quatro aproximações, mas durante o quinto pouso ao Aeroporto de Koltsovo em Sverdlovsk na União Soviética, a aeronave caiu perto do aeroporto em uma tempestade de neve pesada com ventos fortes.
Entre os mortos no acidente estava o goleiro Harijs Mellups.